# Моја борба (други том)
Моја борба (други том) (норв. Min Kamp. 2) је друга од шест књига аутобиографског дела норвешког књижевника Карла Увеа Кнаусгора (норв. Karl Ove Knausgǎrd) (1968) објављена у октобру 2009. године.
Српско издање књиге Моја борба (други том) објавила је издавачка кућа "Booka" из Београда 2016. године у преводу Радоша Косовића.

## О аутору
Карл Уве Кнаусгор је рођен 1968. у Ослу. Одрастао је на Трумеји и у Кристијансанду. Похађао је Академију за уметничко писање и студирао историју уметности и књижевност. Радио је као уредник књижевног часописа. Године 1998. дебитовао је романом Ван света (Ute av verden) са којим је постигао велики успех и постао први дебитант који је добио престижну награду норвешке критике „Kritikerprisen“.

## О серијалу
Шестотомни аутобиографски роман Моја борба је излазио у периоду од 2009. до 2011. године. Серијал је постигао велики успех у Скандинавији и у свету али је исто тако изазвао и многе дилеме због отворености. Писао је отворено о стварним личностима и догађајима.
У шест томова серијала Моја борба, на више од 3.500 страница, аутор испитује живот, смрт, љубав и књижевност:
- Моја борба (први том)
- Моја борба (други том)
- Моја борба (трећи том)
- Моја борба (четврти том)
- Моја борба (пети том)
- Моја борба (шести том)

## О књизи
Књига Моја борба (други том) је роман у коме аутор пише о љубави и пријатељству, родитељима и деци, о писању...Књига је искрено суочавање са сопственим демонима. Кнаусгор не улепшава стварност, не измишља, не лаже. Искрен је до крајњих граница, при том не штеди ни себе ни ближње. Пише тако да читаоца приморава да се и сам суочи с сопственим самообманама и слабостима.
И у другом делу Кнаусгор наставља да приповеда о "баналностима свакодневног живота". Главни лик другог дела, поред самог аутора је његова супруга Линда Бустрем. У књизи је описан њен психолошки карактер, први порођај, манична депресија у младости и болничко лечење.
Радња другог тома започиње у лето, 29. јула 2008. године, сценом породичног одмора. У даљем току радње писац детаљно описује свакодневицу: како поручује храну у ресторану, купује у супермаркету, пуши, пије кафу, прелистава новине, чита "Браћу Карамазове" и "Буденброкове"; како брине о деци. Описује како се, не размишљајући о последицама у односу према жени и деци, манично посвећује писању.
У књизи се налазе и размишљања о музици, сликарству, литератури, о Хамсуну, Мунку, Рихтеру или Киферу, суочавању с новинарима и критиком. Описује живот у Шведској те је то и прича о Норвежанину који је суочен са шведским начином живота. Иако се ради о сродним културама, живот у Шведској је аутору често несхватљив једнако колико је тим Швеђанима и сам он понекад необичан.

## Издања
Роман Моја борба (други том) на српском језику је до сада имао четири издања од првог објављивања (2016 - два издања и 2020 - два издања).